# INT Photometric H-Alpha Survey

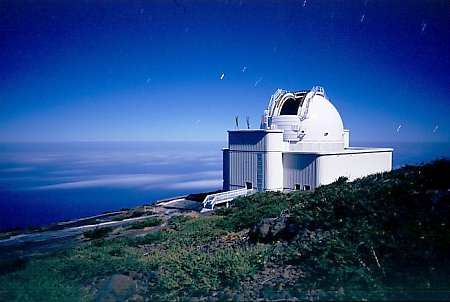
Télescope Isaac Newton.

Le INT Photometric H-Alpha Survey (IPHAS) est un catalogue astronomique de l'hémisphère nord du plan de notre galaxie. Il est réalisé à l'aide du Télescope Isaac Newton (INT) situé aux Îles Canaries, Espagne. Ce catalogage utilise deux filtres photographiques et un filtre H-alpha étroit pour obtenir, notamment, des images de nébuleuses situées dans notre galaxie. 
Les observations ont commencé en 2003 et sont presque terminées[Quand ?]. Il sera complété par un autre catalogage de l'hémisphère sud du plan galactique. 

## Objectifs
Les objectifs du catalogage sont notamment :
- d'identifier de rares objets qui sont fréquemment caractérisés par une forte émission de H-Alpha, comparé à ceux pris avec des filtres à bande large,
- de cartographier l'extinction et la nébulosité de la galaxie,
- d'identifier les nébuleuses planétaires compactes et les étoiles symbiotiques,
- de Cataloguer un vaste nombre d'étoiles dans notre galaxie.

## Découvertes

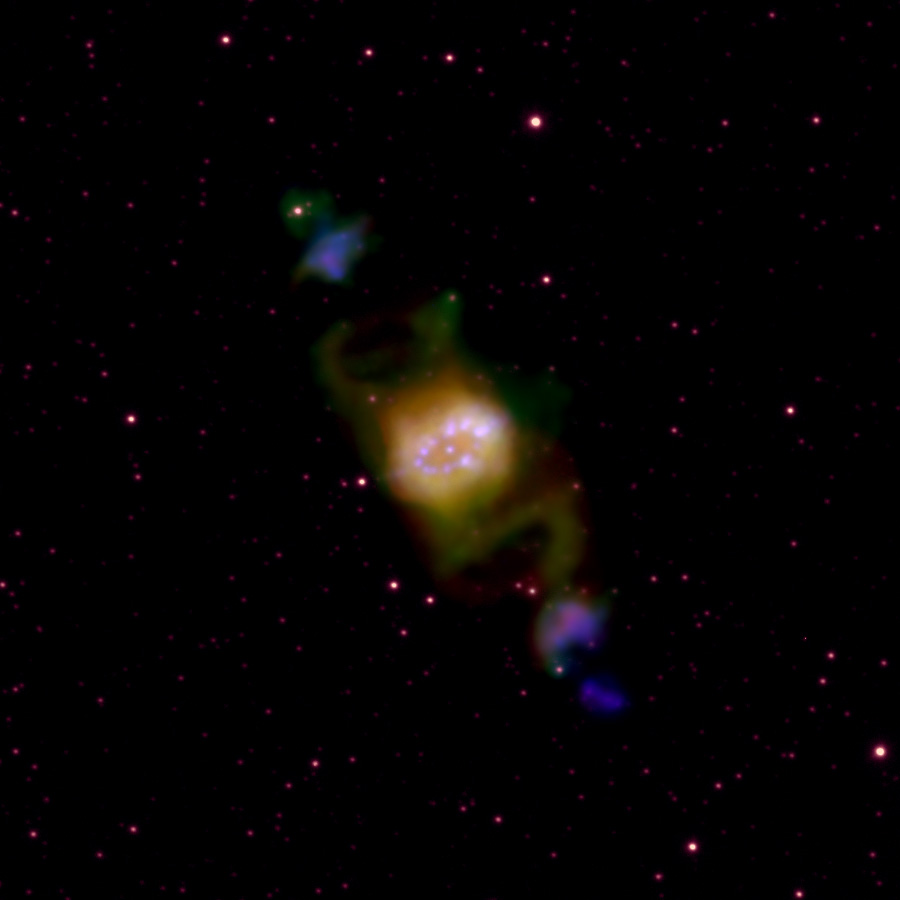
Nébuleuse du Collier

Le catalogage a découvert un vaste nombre de nébuleuses planétaires telles la nébuleuse du Collier.